# Полк (округ, Теннессі)
Шаблон:StateAbbr_ 35°08′ пн. ш. 84°31′ зх. д. / 35.13° пн. ш. 84.52° зх. д.
Округ  Полк (англ. Polk County) — округ (графство) у штаті  Теннессі, США. Ідентифікатор округу 47139.

## Історія
Округ утворений 1839 року.

## Демографія
За даними перепису 2000 року загальне населення округу становило 16050 осіб, усе сільське. Серед мешканців округу чоловіків було 7955, а жінок — 8095. В окрузі було 6448 домогосподарств, 4750 родин, які мешкали в 7369 будинках. Середній розмір родини становив 2,89.
Віковий розподіл населення поданий у таблиці:
| Стать    | До 15 років | 15-21 | 22-29 | 30-39 | 40-49 | 50-65 | 65-85 | Понад 85 |
| -------- | ----------- | ----- | ----- | ----- | ----- | ----- | ----- | -------- |
| Чоловіки | 1569        | 695   | 832   | 1204  | 1131  | 1566  | 893   | 65       |
| Жінки    | 1468        | 628   | 828   | 1129  | 1155  | 1544  | 1148  | 195      |

## Суміжні округи
- Монро — північний схід
- Черокі, Північна Кароліна — схід
- Феннін, Джорджія — південний схід
- Маррей, Джорджія — південний захід
- Бредлі — захід
- Макмінн — північний захід

## Виноски
1. ↑  U.S. Decennial Census. United States Census Bureau. Процитовано 9 квітня 2015.
2. ↑  Historical Census Browser. University of Virginia Library. Архів оригіналу за 11 серпня 2012. Процитовано 9 квітня 2015.
3. ↑  Forstall, Richard L., ред. (27 березня 1995). Population of Counties by Decennial Census: 1900 to 1990. United States Census Bureau. Процитовано 9 квітня 2015.
4. ↑  Census 2000 PHC-T-4. Ranking Tables for Counties: 1990 and 2000 (PDF). United States Census Bureau. 2 квітня 2001. Процитовано 9 квітня 2015.
5. ↑  State & County QuickFacts. United States Census Bureau. Процитовано 7 грудня 2013.(англ.) Наведено за англійською вікіпедією.
6. ↑  American FactFinder. Бюро перепису населення США. Архів оригіналу за 26 лютого 2012. Процитовано 31 січня 2008.

| США | Це незавершена стаття з географії США. Ви можете допомогти проєкту, виправивши або дописавши її. |